# The Island Sun
L'Island Sun è un settimanale (precedentemente un quotidiano) pubblicato sull'isola di Tortola (Isole Vergini Britanniche), fondato da Carlos Dowing con la moglie Esme.
Fondato nel 1962 come quotidiano, oggi esce una volta alla settimana, ogni domenica, uscito senza interruzioni; questo rappresenta un primato unico sull'isola, dove si sono abbattuti fra il 1989 e il 2002 ben sette uragani molto violenti.
Nel 1984, in seguito alla morte della moglie, Dowing lasciò il giornale.